# Масове вбивство в Орадур-сюр-Глан
Масове вбивство в Орадур-сюр-Глан — це руйнування, 10 червня 1944 року цього французького села Верхньої В'єнни, розташованого приблизно за двадцять кілометрів на північний захід від Ліможа, і вбивство його мешканців (643 жертви), підрозділом 1-го батальйону 4-го механізованого полку «Der Führer», що належав бронетанковій дивізії «Das Reich». Це найбільше масове вбивство цивільних людей, вчинене у Франції німецькими арміями, подібне до Марзаботто в Італії, або Дістомо в Греції (остання також здійснена 10 червня 1944), які перемістили на Західний фронт практики поширені на Східному фронті.
Ці події глибоко вразили суспільство. Їх судові наслідки викликали жваву суперечку, зокрема після амністії, наданої ельзасцям, які брали участь у цьому злочині. Починаючи з 1999 року, пам'ять про жертви вшанували Центром пам'яті в Орадур-сюр-Глан, розташованим недалеко від руїн села того часу, приблизно збережених.

## Історичний фон

### Орадур перед масовим вбивством
Розташований приблизно за двадцять кілометрів на північний захід від Ліможа, Орадур був у першій половині XX століття просто містечком, ринковим селом. В суботу багато жителів Ліможа приїжджають, щоб зробити там свої закупки, сівши на трамвай в Ліможі, мандрівка, яка триває трохи більше години. У 1936 році територія комуни мала 1574 жителів, у тому числі 330 у самому селі. «Отже, що це за Орадур, який мирно купається в своїй зелені? Просто село середнього значення. Воно скромне і живе без шуму, без блиску».
Політично місто явно ліве, з домінуванням SFIO, тим більше, що муніципальні вибори 1935 року позбавили правих партій будь-якого представництва в муніципальній раді; парламентарі Верхньої В'єнни, всі соціалісти, схвалюють надання повних повноважень Філіппу Петену, за винятком обраного представника виборчого округу, який включає Орадур, Леона Роше.
З 1939 по 1944 рік населення Орадура зросло через прихід біженців, у трьох послідовних хвилях. На початку 1939 року приїхали іспанські республіканці, переможені франкізмом, анархісти, комуністи чи соціалісти, 22 з яких були присутні в кінці 1943 року · . У вересні 1939 року настала черга евакуйованого населення Ельзасу, щоб зберегти їх від боїв, але їх досить погано прийняли і вони в основному повернулися літом 1940 · . Третя хвиля, у серпні 1940 року, складалася з приблизно 80 осіб, висланих з Лотарингії, частина якої була приєднана до Рейху · . Крім того, починаючи з французької поразки (червень 1940) та до червня 1944 поступово прибувають біженці з півночі та Па-де-Кале, Монпельє та Авіньйона, євреї з Паризького регіону, з департаменту Мерт-і-Мозель або Байони. У червні 1944 року в селі було тисяча жителів, головним чином через приплив біженців.
Німецька присутність у регіоні датувалася лише 1942 роком, після окупації вільної зони; навесні 1944 року, окупація все ще не здається важкою: «навколо нас, нічого, нічого. Ми не бачимо нічого окрім 11 листопада 1943. Я вважаю, що це було в 1942 році, коли німці […] вторглися у вільну зону. Ми їх не так бачили, німців в Орадурі. Ми їх ніколи не бачили, крім 10 червня». «Комуна не бачила проливання крові і, зрештою, окупант їй не завдав прямих страждань».

### Макі в околицях
У Орадур-сюр-Глан або в його безпосередній близькості немає макі, про що свідчать одностайні свідчення жителів, підкріплені повідомленнями адміністрації Віші та основними лідерами опору в регіоні. Орадур-сюр-Глан не з'являється на настінних картах макі, знайдених у Лімозькому гестапо.
Шість рот руху опору FTP формують наймогутнішу сукупність з формувань учасників спротиву Верхньої В'єнни, після сукупності під керівництвом комуніста Жоржа Гінґуїна на схід від Ліможа; дві з цих рот, приблизно за вісім кілометрів від Орадура, розташовані в лісах сусідніх муніципалітетів: Фур (Сйо, на півночі) та лісі Сурне (в Пейрілаку, на північний схід). На заході, на тій самій відстані, це макі FTP лісу Брігой, розширення макі Сен-Жун'єна , тринадцять кілометрів на південний захід від Орадура. Під час місії, повертаючись із Сен-Жун'єна, Альберт Міраблон, підпільний фотограф Об'єднаних рухів опору (MUR) Ліможа, відвідуючи свою матір, був заарештований і вбитий в Орадурі. Існування цих груп добре відоме жителям Орадура, деякі з яких є одними з «законних» макі, можуть мобілізуватися, якщо це необхідно, така ситуація є маргінальною. Деякі мешканці Орадура є частиною каналів втечі пілотів союзників.
Наприкінці травня 1944 Верховне командування Вермахту (нім. OKW) відзначило «сильне збільшення активності рухів опору на півдні Франції, особливо в регіонах Клермон-Феррана та Ліможа [і] оголошення про численні набори в Таємну армію». Цей опис підтверджується регіональним префектом Ліможа, який зазначає множення дій опору: 593 у березні, 682 у квітні та 1098 у травні.
8 та 9 червня між партизанами і німецькими солдатами відбувається не менше п'яти сутичок, що призводять до захоплення, в сутінках 9 червня, поблизу села Ла Бусс'єр, комуни Сен-Леонард-де-Нобла, командувача Гельмута Кампфе, відповідального за багато зловживань, який був страчений 10 червня.

### Дивізія СС «Das Reich»
У квітні 1944, після того, як зазнала великих втрат на східному фронті, особливо під час четвертої битви за Харків, 2-а танкова дивізія «Das Reich», під командуванням групенфюрера Гайнц Ламмердінга, була залишена на відпочинок в Монтобанському регіоні для відновлення. На початку травня вона мала 18 468 чоловік, включаючи численних новобранців, порівняно з теоретичним особовим складом 21 000 чоловік; на початку червня кілька її компонентів досі не працюють, а ситуація з рухомим складом, важким озброєнням та бронетанковими транспортними засобами все ще неповноцінна.
Після приїзду до Франції «Das Reich» має характеристики, спільні для підрозділів, що відповідають за масові вбивства на Східному фронті: її члени пронизані націонал-соціалістичною ідеологією, вона билася на Східному фронті, сприймається як елітний військовий підрозділ і вже брала участь у операціях боротьби з партизанами. Її солдати «перетнули „моральний всесвіт“ війни на Сході, вчиняли жорстокості до населення та жорстокості, які здійснювали офіцери до військових; колективні покарання, масове вбивство населення, знищення будинків та спалення сіл,— були частиною засобів, які вважалися „нормальними“ репресіями, застосовуваними до макі.».
Навіть якщо дивізія офіційно перебувала на відпочинку, щоб відновити свої сили, деякі її елементи беруть участь у операціях боротьби з партизанами та репресіями проти цивільного населення.
Боротьба з партизанами регулюється наказами, виданими після особистого втручання Адольфа Гітлера 3 лютого 1944 року. Згідно з цими наказами, війська зобов'язані негайно відповідати на терористичні атаки, відкриваючи вогонь, і якщо невинні цивільні люди постраждають, хоча це досадно, відповідальність несуть виключно терористи; зони повинні бути оточені, і всі жителі, ким би вони не були, заарештовані. Будинки, в яких розміщені партизани, повинні бути спалені. Постанова продовжує, уточнюючи, що «потрібно карати лише лідера, якому бракує твердості та рішучості, оскільки він загрожує безпеці військ, що підлягають йому та авторитету німецької армії. Зіткнувшись із нинішньою ситуацією, занадто суворі заходи не можуть призвести до покарання для своїх авторів». Це бажання підсилити репресії проти опору поділяється маршалом Вільгельмом Кейтелем, який дає наказ у березні 1944 розстрілювати партизанів, захоплених із зброєю в руках і не видавати їх судам і генералом Йоганом Бласковіцом, вищим офіцером Ламмердінга, для якого «німецький Вермахт повинен захищати себе усіма засобами, що в його владі. Якщо, роблячи це, ми повинні використовувати бойові методи, які є новими для Західної Європи, залишається констатувати, що боротьба проти терористів засідками також є чимось новим для європейських критеріїв Заходу».
5 червня 1944 генерал Ламмердінг змушує свою ієрархію прийняти репресивну програму, яка вживає заходи, що застосовуються у Східній Європі та в тилу фронту в боротьбі з партизанами починаючи з 1941. Ця програма передбачає, зокрема, контрпропагандні та дискримінаційні дії, «дії, спрямовані на підняття населення проти терористів»; вона також передбачає масштабні та профілактичні арешти, окупацію місцевостей та прочісування зон, а також реквізит транспортних засобів. Нарешті, вона уточнює «оголошення та виконання положення про те, що за кожного німецького пораненого 5 мирних жителів буде повішено і за кожного вбитого німця 10 мирних жителів буде повішено».
У травні 1944 та на початку червня 1944 року підрозділи «Das Reich» «тероризували населення департаментів Лота, Лота-е-Гаронни, Верхньої Гаронни та Арієжа». Під час своїх операцій вони розстрілюють або депортують учасників опору та заручників, вбивають багато цивільних, чоловіків та дітей та спалюють будинки або навіть цілі села, такі як Терру (Тюль 111—112, Фуше, Орадур, 53-56, Ав, 35-38).
На наступний день після висадки 7 червня 1944 року «Das Reich» отримує неоднозначні накази вищого командування Заходу: перший дає їй інструкцію дістатися Нормандії, другий виступити проти руху опору в зоні Тюль-Лімож. Ця неоднозначність скасовується двома наказами, отриманими 8 та 9 червня, які визначають, що більшу частину дивізії необхідно зняти з боїв, що тривали до полудня 11 червня, щоб приєднатися до Нормандського фронту.
Під час просування до Тюля елементи дивізії стикаються із зміцненням дій опору: багато партизан вбиті під час боїв або страчені; цивільні жителі також вбиті батальйоном, яким керував Декман, який є «єдиним хто навмисно нападає на жінок і особливо дітей», особливо під час масового вбивства в Кальвіаку. Репресія проведена «Das Reich» переживає першу кульмінацію з масовим вбивством в Тюлю. 9 червня, після того, як знову окупували місто, ненадовго звільнене FTP 7 червня 1944, 99 чоловіків, без будь-якого зв'язку з опором, були повішені на балконах та стовпах, а наступного дня було депортовано 149 чоловіків.
Підрозділи, які не пішли до Ліможа, проводять репресивні  операції проти Опору та здійснюють злочини проти цивільного населення між 10 червня і 16 липня 1944.

## Приготування масового вбивства

### Приготування експедиції і оточення містечка
Розвідувальна група, яка здійснила 9 червня масове вбивство в Тюлю та два полки моторизованої піхоти, оточують регіон Ліможа, щоб підготувати позиціонування дивізії в секторі, щоб знищити макі. 1-й батальйон 4-го полку «Der Führer», за наказом командира Адольфа Декмана, розташований навколо Сен-Джунена, в 12 км від Орадура.
Щоб припинити підтримку населенням макі та зменшити їх діяльність, СС готує дію, спрямовану, на думку Бруно Картеузера, щоб отримати максимальний ефект терору. Причини вибору Орадура для цієї дії залишаються погано уточненими та суперечливими ·  ·  · , через зникнення людей, мовчання документів, а також унікальний характер наявних свідчень, що стосується зустрічей між німцями і ополченцями. Це змушує Дж. Дж. Фуше визнати, що «їхній вміст, учасники, їх кількість та те, що вони кажуть, залишається ігнорованим, за винятком двох вказівок: запит на заручників (цифра 40 була висунута на засіданні Сен-Джунен) і пошук зниклого офіцера». Дж. Дж. Фуше, однак, підтримує гіпотезу про те, що «СС побудував своє виправдання для масового вбивства, перш ніж навіть його вчинити», на відміну від Г. Пено, який підтверджує, що ця «операція дезінформації» була запрограмована Декманом безпосередньо перед тим, як покинути місця.
9 та 10 червня різанина стала предметом щонайменше трьох зібрань підготовки, що об'єднують членів міліції SIPO та 2-ї мотопіхотної дивізії «Das Reich». Згідно з розслідуванням, проведеним комісаром Арне у вересні 1944, вранці 10 червня, викликані генералом Гайнцом Ламмердінгом, помічник начальника гестапо Ліможа, обершарфюрер Йоахім Клейст та його перекладач, Євген Патрі, чотири міліціонери, під керівництвом Пітруда зустрічають штурмбаннфюрера Адольфа Декмана, в готелі Ла Гара в Сен-Джунені: «Це тут за столиком кафе, на першому поверсі цього маленького готелю було вирішено і врегульовано руйнування Орадура, під час розмови, яка тривала більше години». Близько тринадцятої тридцять, дві колони залишають Сен-Джунен. Найважливіша з них, яка має вісім вантажівок, два гусеничних транспортери та одного мотоцикліста зв'язку, направляється в Орадур-сюр-Глан; нею командував штурмбаннфюрер Адольф Декман, на чолі конвою на борту гусеничного броньовика. Три взводи 3-ї роти, до яких він додав командний взвод роти та роту батальйону, загалом близько двохсот чоловік із легким озброєнням: гвинтівки, гранати, кулемети (MG42) та гранатомети і взвод важких кулеметів, прямують до Орадура. На момент відправлення начальник 1-го взводу Хайнц Барт каже: «Буде жарко: ми побачимо, на що здатні ельзасці».
За один кілометр до села колона зупиняється для надання наказів офіцерам та унтер-офіцерам. Перша група з п'яти-восьми транспортних засобів потрапляє в село зі сходу, використовуючи міст Глана, близько 13:45. У цей час оточення села вже проводиться приблизно 120 чоловіками. За словами одного зі свідків, Клемента Буссардьє, який присутній при проході вантажівок та броньовиків, «всі чоловіки були озброєними карабінами, ручними кулеметами та автоматами. Вони направили зброю на будинки. […] Німці були в барвистих вбраннях, вони були готові до стрільби, що вражало.». Це розгортання сил не викликає паніки чи конкретного побоювання. Мешканці міста, які практично ніколи не бачили німців, спостерігали, як СС прибуває без задоволення, безумовно, але більше з цікавістю, ніж страхом.
Однак «багато жителів намагалися втекти або сховатися», між 130 і 150, що вказує на певну мужність, оскільки «необхідно було мати досвід страху та сильну мотивацію, щоб не виконувати наказів».

### Зібрання жителів
Викликаний командувачем Адольфом Дікманом, доктор Десурто, президент спеціальної делегації, призначеної режимом Віші, який виконує функції мера, наказує мешканцям та людям, що проїздом в місті, що особливо численні через розподіл м'яса та тютюну, прийти на ринкову площу; більшість населення підкоряється наказові переконані, що це звичайний контроль. Неспокій жителів все ще незначний під час збору та до розділення чоловіків, жінок та дітей: Компейн, кондитер, магазин якого безпосередньо виходив на площу, навіть, запитує німецького солдата, чи можна піти і перевірити випікання тістечок, які він щойно поклав у духовку і йому відповідають, по-французьки, що цим займуться. СС змушує мешканців околиць поїхати до центру до площі Шамп-де-Фуар. Зганяння є систематичним і стосується всіх мешканців, ті що вижили свідчать про це. Марсель Дарту, двадцяти років і одружений десять місяців, намагається втекти садами у бік Глана: «Прийшовши в кінець саду, я зрозумів, що німці, оточували місто, що змусило мене повернутися додому. Незабаром один німець увірвався в нашу кухню. Він тримав у руці гвинтівку, дулом, він виштовхнув нас назовні, мою дружину, мою маму і мене, без церемоній»; Матьє Борі, поширювач підпільних газет Національного визвольного руху, зазначає, що «в міру свого просування, вони зібрали всіх жителів Орадура, великих та малих, молодих та старих, щоб відвести їх на площу Шамп-де-Фуар. Вони проходили через кожну будівлю, шо знаходилася в кварталі, розбиваючи двері та вікна, якщо це необхідно». Облава також включає чотири школи комуни, або 191 дітей, 2 вчителів та 5 вчительок: хоча це було в суботу після полудня, діти зібрані в школах, через медичний огляд; він також стосується жителів ферм та будинків, розташованих за межами міста. За словами Марселя Дартаута, «вантажівки без упину привозили людей з навколишніх сіл, затриманих в їхніх домівках. Ось як там були фермери з Брандеса та Бельвю». За словами іншого свідка, Клемента Буссардіє, «люди продовжували прибувати звідусіль. […] Навколо було чути постріли. Бронеавтомобілі їздили туди-сюди по місту. Автомобіль на гусеничному ходу, час від часу привозив селян, яких вони зібрали в селах. Через годину школярі прибули з вчителями · »; Пані Бінет, директор школи для дівчат, замінена Одеттою Куті через материнську відпустку, прибуває в піжамі, одягнена в пальто, підштовхувана прикладами · . Втікачів або тих, хто не міг рухатися, негайно вбивають. Під час судового розгляду в Східному Берліні, у 1983 році, Хайнц Барт визнав, що він особисто дав наказ одному з своїх підлеглих вбити, відповідно до вказівок, літню особу, яка була нездатна прийти на місце загального зібрання; За словами А. Іверно, стара жінка, на палицях, яка не просувалася досить швидко, була вбита чергами з автомата. «Зібрання було жорстоким, з ломанням дверей та вікон, з пострілами та мертвими. Не всі підкорялися», і якщо деяким мешканцям вдалося втекти, більшість населення зібрані на ринковому полі.
Зібрання жителів завершилося близько 14:45, один із ельзасців Waffen-SS, перекладає 200—250 присутнім слова командира Дікмана: СС почули про зберігання зброї та боєприпасів в Орадурі і просять всіх тих, хто має зброю зробити крок вперед. Їм загрожують підпалити будинки, щоб підірвати підпільний склад. За словами Марселя Дарту, перед відсутністю реакції офіцер просить міського голову призначити йому тридцять заручників, який відповів, що він не може виконати таку вимогу, запевняє, що мешканці міста не знають про такий склад і поручається за них. За словами одного з тих, хто вижив, Роберта Гебраса, вісімнадцяти років, командир просить мера піти з ним, і вони здійснюють подорож до мерії і назад. Повернувшись на ярмаркову площу, Десурто підтримує свою відмову і пропонує як заручників, якщо це необхідно, його найближчих родичів. На цю пропозицію офіцер сміється і кричить «багато звинувачень» Близько 15:00, жінки та діти доставлені до церкви.. Перекладач повторює вимогу про донос і заявляє: «будемо проводити обшуки. Ми вас тим часом зберемо в коморах. Якщо вам відомі будь-які з цих складів, ми закликаємо вас повідомити про них». За словами Марселя Дарту, «не було повідомлено про жодні склади, їх не було в селі, яке було абсолютно тихим і де кожен займався лише своєю комерцією або обробітком своєї землі».
Після години очікування чоловіків відвезли до різних приміщень, які помітили SS. Близько 15:40 трамвайний вагон, який проходив випробування, прибув із Ліможа з трьома працівниками на борту та зупинився перед мостом через Глан. Необхідно було встановити гальмівний черевик, щоб машина залишалася нерухомою. Один із них спускається саме тоді, коли проходить група чоловіків, зібраних у навколишніх селах, група під наглядом кількох солдатів. Цього співробітника, який спустився, відразу застрелили, а його тіло викинули в річку. Двох інших відвели до офіцера, який, переглянувши їхні документи, наказав їм повернутися до своєї машини та повернутися до Ліможа · . Деякі автори, щоб пояснити вбивство цього працівника, який не був на службі (він приїхав в Орадур до ремісника), стверджують, що він міг зробити жест або рух у бік своїх колег · .

## Масове вбивство

### Чоловіки

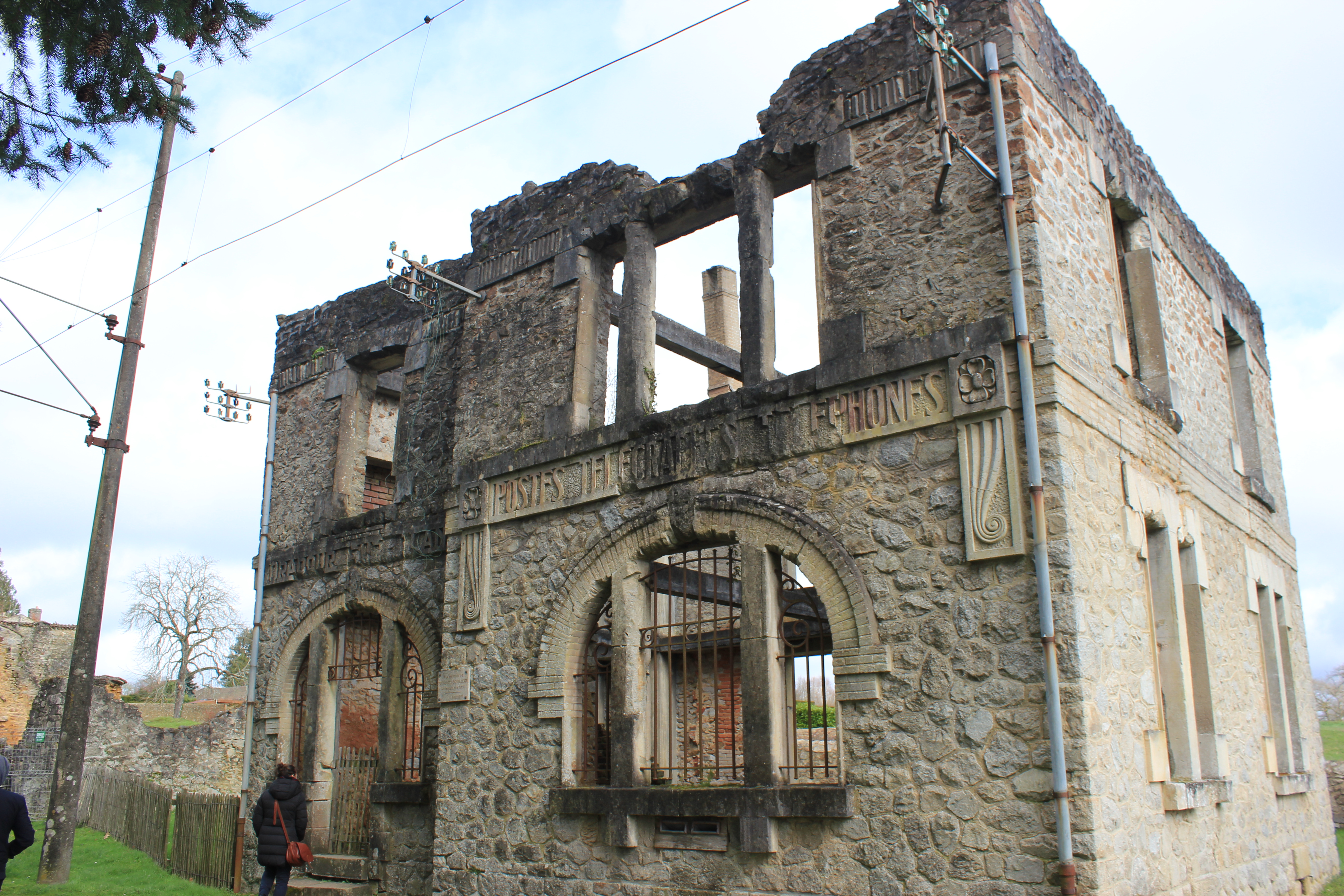
Поштове відділення Орадур-сюр-Глан.

180 чоловіків і молодих людей віком від чотирнадцяти років були розподілені по шести місцях страти групами приблизно по тридцять осіб. «У той час як чоловіки, які все ще трималися під прицілом, мусили звільнити кожне з цих приміщень від усіх предметів, які в них містилися, есесівець ретельно підмітав великий простір перед дверима, потім встановлював там кулемет і приводив його в бойову позицію перед приміщенням». «Незважаючи на цю тривожну ситуацію, усі відновили впевненість, переконані, що в селі немає жодного складу зброї. Як тільки обшук закінчиться, непорозуміння з'ясують і всіх відпустять. Зрештою, це було лише питання терпіння.» Близько 16:00 почалася кулеметна стрілянина перед місцями утримання чоловіків. За словами Хайнца Барта, «всередині чоловіки були знервовані. […] Тому я наказав „вогонь“! і всі почали стріляти. Я сам убив приблизно дванадцятьох чи п'ятнадцятьох. Ми стріляли півхвилини, хвилину. […] Вони просто впали». Марсель Дарту свідчить: «ми почули звук вибуху, що долинув ззовні, за яким послідувала черга автоматичної зброї. Одразу за короткою командою шестеро німців розрядили в нас зброю. […] За кілька секунд я був укритий трупами, а кулемети ще стріляли; я чув стогін поранених. […] Коли черги припинилися, німці підійшли до нас, щоб декого з нас знищити пострілами в упор». Потім тіла були накриті соломою, сіном і хмизом, які есесівці підпалили. Свідчення Марселя Дарту пункт за пунктом підтверджується свідченням Матьє Борі: «перша черга була спрямована проти наших ніг»; «Потім, після завершення операції, ці кати всі йдуть, залишаючи нас самих. Я чую їх, біля тютюнової лавки, через двері за сараєм. Дзвін келихів, тріск корків, станція T.S.F. працює на повну потужність». Той самий сценарій повторюється в усіх місцях, де були вбиті чоловіки: гаражі Путаро, підвалі Дені, гаражі Дезурто, хлівах Лауді, Мілорда і Бушуля; скрізь слідують один за одним три накази: початок розстрілу, добивання поранених і розпалювання вогню. У більшості місць страти вогонь запалювали ще на живих чоловіках.
«До останньої миті, до останньої секунди автоматної черги, ті, хто став заручником в очікуванні розстрілу, не уявляли наслідків свого становища. […] Вони не могли в це повірити і не вірили. Здивування потерпілих було повним. Маневр Waffen-SS вдався: розстріл відбувся спокійно, без труднощів і без паніки». З групи з шістдесяти двох ув'язнених, включаючи Марселя Дарту, шестеро втекли з будівлі, один з яких був убитий вартовим. П'ятеро втікачів, що вижили, є єдиними, хто вижив після розстрілів.
Есесівці, які не брали участі у вбивствах, по чотири-п'ять чоловіків із кожного взводу, прочісують село, грабуючи, забираючи гроші та коштовності, тканини та продукти харчування, музичні інструменти та велосипеди, а також птицю, свиней, овець та телят. У міру розграбування будівлі систематично підпалювалися. Вигнані грабіжниками або вигнані зі своїх схованок пожежами, мешканці які втекли від облави, були вбиті окремо або невеликими групами, разом чоловіки, жінки та діти. Почувши стрілянину і зауваживши, що діти не повернулися зі школи, жителі передмістя поїхали до Орадура, де їх розстріляли: «Орадур — це прірва, з якої немає повернення».

### Жінки і діти
Серед 350 жінок та дітей, замкнених у церкві, лише Маргеріт Руффанш, 47 років, вдається втекти; її чоловік, її син, її дві дочки та її семимісячний онук серед жертв. Її свідчення є унікальним, але воно підтверджується свідченнями декількох есесівців під час судового розгляду в Бордо. Перша людина, яка почула в лікарні розповідь пораненої — П'єр Поутвен, відомий член Об'єднаних рухів опору: «Вона розповідає, що пережила, спокійно, не змінюючи своїх свідчень. Якщо вона пропускає деталь і її про неї нагадують, вона просто відповідає: так, я забула це сказати». 13 червня 1944 префект Ліможа дізнається про її свідчення, які він узагальнює. Ця розповідь повторюється в повідомленні від 10 липня, адресованій Франко-німецькій Комісії з перемир'я Вісбадена державним секретарем оборони.

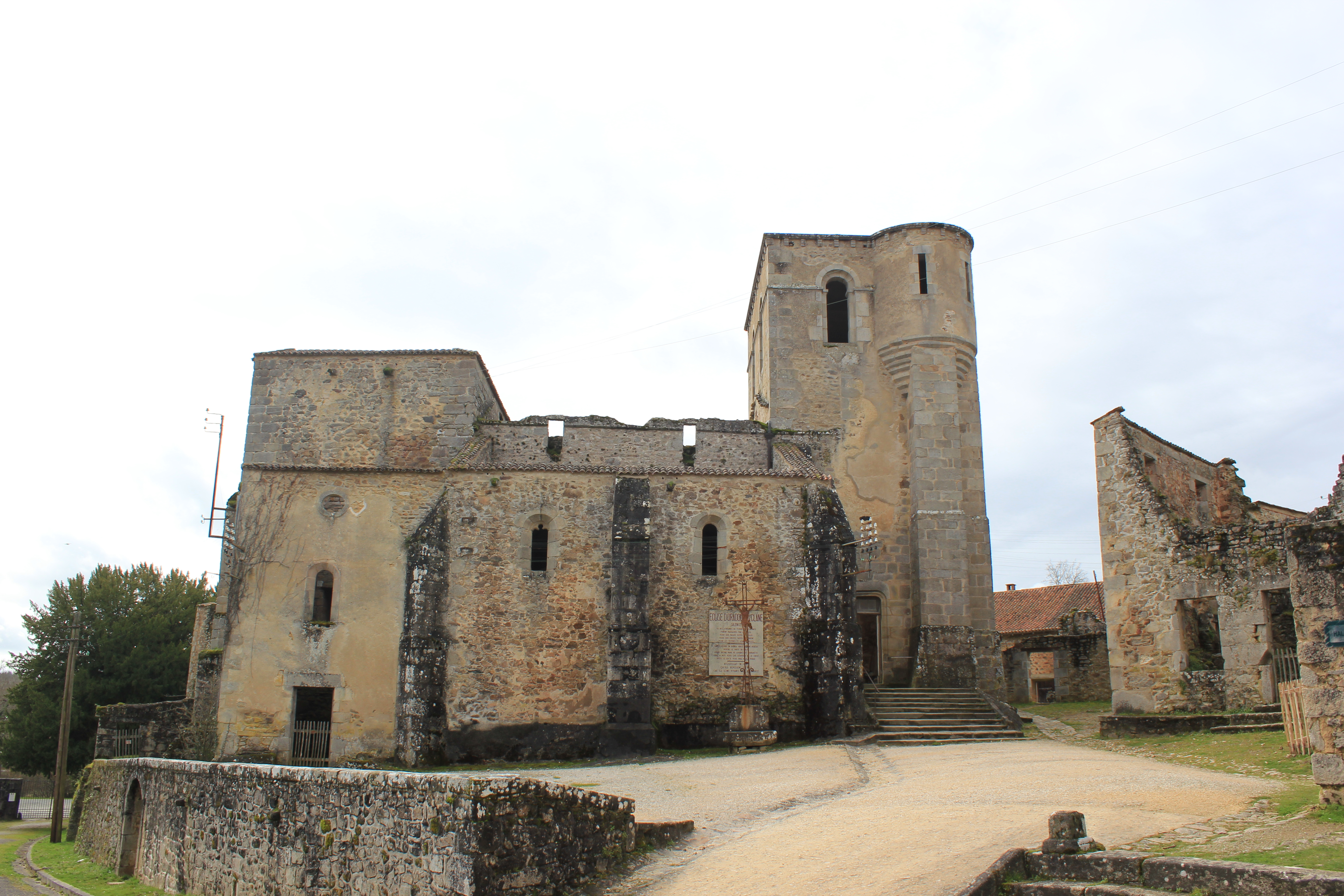
Руїни церкви.

Маргеріт Руффанш поновила своє свідчення в листопаді 1944 року:
«Зібрані в святому місці, ми чекали, все більше і більше хвилюючись, кінця приготувань, свідками яких ми були. Близько 16:00 за Ф. Делажем чи 18:00 згідно праці M.L.N., що краще відповідає хронології різних свідчень, солдати у віці близько двадцяти років, розмістили в нефі, поблизу хору, досить об'ємний ящик, з якого виходили шнури, які вони залишили звисати на землю. Ці шнури були запалені, вогонь передався пристрою, в якому стався сильний вибух і звідки з'явився густий чорний і задушливий дим. Жінки та діти, які задихалися і кричали зі страху поспішили до частин церкви, де повітря все ще було придатне для дихання. Так були вибиті двері різниці, під непереборним натиском зляканої групи. Я туди проникла і, упокорена, сіла на сходи. Моя дочка приєдналася до мене. Німці, помітивши, що ця кімната заповнена, дико вбивають тих, хто прийшов шукати притулку. Моя дочка була вбита біля мене вогнепальним пострілом, вистріленим ззовні. Я завдячую життям ідеї закрити очі і імітувати смерть. У церкві спалахнула стрілянина. Потім солома, хмиз, стільці були кинуті на тіла, що лежали на плитах. Врятувавшись від різанини і не отримавши поранення, я скористалася хмарою диму, щоб ковзнути за головний вівтар. У цій частині церкви було три вікна. Я попрямувала до найбільшого, яке було посередині і, використавши лавку, яка використовувалася для запалювання свічок, я намагалася досягти його. Я не знаю, як я це зробила, але мої сили подвоїлися. Я протиснулася до нього, як могла. Вітраж був розбитий, я кинулася в отвір, який був переді мною. Я зробила стрибок понад три метри, потім втекла до саду будинку священика. Подивившись вгору, я зрозуміла, що за мною слідувала жінка, яка з висоти вікна, простягнула мені дитину. Вона впала біля мене. Німці, попереджені криками дитини, обстріляли нас. Жінка та дитина були вбиті. Я сама отримала поранення, дістаючись сусіднього саду.»
Відповідно до свідчень декількох учасників різанини, вибуховий заряд, який повинен був зруйнувати церкву був недостатній для досягнення своєї цілі. «Знищення церковного склепіння не вдалося. Продовження масового вбивства залежало від наказу чи ініціативи унтер-офіцера СС? Імовірно, поєднання наказу і індивідуальних ініціатив: описи виконавців описують щось близьке до делірію на полі бою, коли чоловіки звільняють все своє насильство, з дозволу їх ієрархії. Але битви не було». Все ще згідно з показами вбивць, після вибуху вибухівки, есесівці «увійшли у церкву, де вони стріляли з автоматів, в той час як інші есесівці кинули ручні гранати всередину тієї ж будівлі, без сумніву, щоб добити людей»; «Коли запалили церкву, все ще чулися крики всередині, але менше, ніж на початку, що доводить, що коли підпалили церкву, люди були ще живі або агонізували».
У 2019 році 643-я жертва була ідентифікована завдяки роботі історика Девіда Феррера Ревілла: Це Рамона Домінгес Гіл, чия сім'я була вбита в Орадурі, але не була занесена в список жертв.

## Кінець масового вбивства і виявлення купи трупів

### Припинення масових вбивств і відхід німців
Після 18:00 залізничний інженер, Жан Пальї, прибуває на вантажівці до села. Він розповідає: «На вершині пагорба ми змогли побачити місто, яке було лише величезним попелищем». Він був зупинений зі своїми супутниками за триста метрів від входу в село і йому дозволили залишитися на місці після обшуку. Потім до нього приєдналися пасажири трамвая, які покинули Лімож, що жили в Орадурі, або туди відправлялися. Намагаючись дістатися міста полями, Ж. Пальї зазначає, що місцевість повністю оточена кордоном озброєних військ. Група з близько п'ятнадцяти людей зупинена близько 20:00 та, після декількох перевірок, звільнена з наказом відійти від села; унтер-офіцер, який розмовляв французькою мовою, заявляє членам невеликої групи: «Можна сказати, що вам пощастило». Різанина закінчилася.
За винятком роти охорони, СС виїжджає з Орадура між 21:00 та 22:30. СС проводять ніч у будинку Дупіка, в якому буде знайдено кілька сотень пляшок старих вин та шампанського нещодавно випорожнених. За словами свідка, який бачить, як німецькі війська проходили: «У цій німецькій колонні я помітив декілька автомобілів. […] Серед військових вантажівок була машина, що належала Дупіку, торговцю тканинами в Орадурі. […] Був фургон торговця вина. […] На одному з вантажних автомобілів німець грав на акордеоні. Він сидів зверху транспортного засобу, який був дуже навантажений. Були сумки, тюки».
11 червня, потім 12 червня, групи СС повернулися до Орадура, щоб поховати трупи та унеможливити їхню ідентифікацію, використовуючи звичайну практику на Східному фронті. У його свідченні, що стосується 11 червня, сержант Бус пояснює: «Я особисто очистив церкву. […] Я носив рукавички для цієї роботи. Я брав трупи та останки, виносив їх з церкви і клав їх у викопану могилу. Під час цієї роботи лінія вартових була на позиції […] і стріляла в цивільних людей, які підходили до лісу». Інший есесівець сказав: «Наступного дня ми повернулися, щоб поховати мертвих. […] Я був у церкві, щоб вивезти трупи, невідому кількість, оскільки вони були спалені, трупи жінок та дітей. Ми поховали їх за церквою, і ми пішли».

### Перші свідки
Жан Пальї — один з перших людей, які в'їхали в Орадур вранці 11 червня, в компанії кількох чоловіків:
«Усі будівлі, включаючи церкву, школи, ратушу, пошту, будинок, в якому жила моя родина, були лише задимленими руїнами. […] Ми побачили лише три обвуглені трупи перед магазином м'ясника та труп обвугленої жінки, вбитої кулею в шию.»
Саме під час другого приходу він виявив трупи:
«Посеред купи обломків ми побачили, обвуглені кістки людей, особливо тазові кістки. У підсобних приміщеннях сільського лікаря я знайшов обвуглене тіло дитини […] Я побачив багато трупів […] Хоча кістки були на три четвертих згорілі, кількість жертв здавалася дуже високою.»
Потім він входить до церкви:
«Немає слів для опису такої гидоти. Хоча верхня несуча конструкція церкви та дзвіниця повністю спалені, склепіння нефа не згоріло. Більшість тіл були обвуглені. Але деякі, хоч і спалені до попелу, зберегли людську подобу. У ризниці два маленькі хлопчики дванадцяти чи тринадцяти років були сплутані, об'єднані в останньому приступі жаху. У сповідальні сидів хлопчик, голова в нього була нахилена вперед. У дитячому автомобілі були останки дитини восьми-десяти місяців. Я не міг більше перенести, і як п'яний я повернувся [до хутора Бордеса].»
Усі свідки приголомшені ступенем, до якого були розчленовані тіла 350 жінок та дітей: «Тут і там шматки черепів, ніг, рук, грудних клітин».
Кілька свідків також повідомляють про зґвалтування, навіть якщо про них не згадується під час судового розгляду: «У неділю близько 15:00 я побачив страхітливе видовище церкви, де обвуглені тіла лежали на землі. […] Жінка, яку я не міг ідентифікувати, не мала явної травми, ані сліду від опіків, роздягнена в нижній частині, була розміщена над обвугленими тілами. У мене було чітке враження, коли я побачив її, що ця жінка була зґвалтована». Натяк на можливі зґвалтування також проводиться в роботі Національного визвольного руху. Гіпотеза Фуше, згідно з якою зґвалтування могли бути вчиненими, викликає жорстоку реакцію Андре Десурто: «Сексуальне насильство, описане із захопленням Фуше, здається (і я сподіваюся) неправдоподібним. […] Фуше може бути задоволений, його жовч потрапляє на тих, хто вижив, деякі з яких зазнали травм, що в своїй книзі він зневажає». Серед тих, хто вижив, лише Марсель Дарту, свідок судового розгляду Барта в 1981 році, відкрито згадує цю гіпотезу: «Що зробили СС у будинку Дюпіка, ввечері 10 червня? […] Думка, що солдати могли ґвалтувати молодих жінок села, після різанини, серед яких могла бути моя сестря Жоржетта, переслідувала мене.»
Увечері 11 червня, або в день 12 червня, підпрефект Рошуарта, Шамборан, їде до Орадура: «Я знайшов лише задимлені розвалини і зрозумів, що не можна надати негайної допомоги ». 13 червня регіональний префект Ліможа отримав дозвіл німецької влади поїхати до Орадура, в компанії єпископа Луї Поля Растуйа. У звіті, який він адресував 15 червня режиму Віші, якщо префект бере версію СС, згідно з якою операція слідує за викраденням офіцера, він хотів би «підкреслити, що село Орадур-сюр-Глан було одним з найбільш тихих муніципалітетів у департаменті та, що його трудолюбиве та мирне населення було відоме своєю помірністю».
Серед жертв — п'ятнадцять іспанців, вісім італійців. Також є тридцять дев'ять жителів мозельського села Шарлі, яке було перенесено на південний захід до війни через неминучий конфлікт і яким не було дозволено повернутися до Лотарингії, розміщеної в забороненій зоні. 12 серпня 1950 року комуна Шарлі перейменована в Шарлі-Орадур. Меморіал, споруджений у Шарлі-Орадур вносить в список сорок чотирьох жертв чотирнадцять сімей Шарлі та Монтой-Фланвіля, яких знаходять в меморіалі Орадур-сюр-Глан.
Список жертв встановлюється кількома рішеннями цивільного суду Рошуарта, останнє з яких, проголошене у січні 1947 фіксує кількість жертв у 642 смерті, але лише п'ятдесят два тіла можуть бути ідентифіковані та бути предметом акту індивідуальних смертей. Серед загиблих в Орадурі є 393 людини, які проживали або ховалися в Орадурі, 167 жителів сіл та хуторів комуни, 93 жителів Ліможа, 25 людей, що проживали у Верхній В'єні та 18 в інших департаментах; до жертв належать сорок лотарингців, сім чи вісім ельзасьців, троє поляків та італійська родина культиваторів із семи людей. 635 жертв, підрахованих Делажемм, розподіляються наступним чином: 25 віком до п'яти років, 145 між п'ятьма до чотирнадцятьма, 193 молодих людей та чоловіків, включаючи семидесятирічного парафіяльного священика та двох його лотаринзьких вікаріїв та 240 дівчат або жінок віком від 14 років.

### Ті, хто вижили
Тридцять жителів пережили різанину, включаючи:
- Парижанка, пані Тайанд'ї, присутня десять днів у селі, вона залишається вільною після контролю особистості та допиту[112].
- Марсіал Боброй та його брат, які залишають своє сховище в магазині продуктів Мерс'ї після його підпалу.
- Арман Сенон, підліток, іммобілізований, з ногою в гіпсі, який втік в останній момент зі свого палаючого будинку.
- Губер Дезурто, який залишився схованим[113].
- Діти Пінед, які виявилися під сходами, втікають від розправи[83].
- Роджер Годфрін, уродженець Шарлі 8 років, який втік зі школи, як тільки побачив німців: він єдиний школяр, який врятувався від різанини[114], під час якої він втратив батька, матір та чотирьох братів і сестер[115].
- Поль Дутре, який залишає підвал цеху батьків, де він переховувася, вдає мертвого у своєму саду, а потім ховається до ночі у склепі на кладовищі Орадур-сюр-Глан, недалеко від церкви, яка догоряє[116] · [117] .
- 18-річний Роберт Гебрас, який залишається схованим під трупами своїх товаришів у сараї[118].

Вночі з 10 на 11 червня деякі вцілілі залишають село, але інші проводять там всю ніч: Маргеріт Руффанш ховається в саду, Арман Сенон у кущах, брати Боброй у каналізації. Всього сорок п'ять людей, у тому числі дванадцять пасажирів з трамваю Ліможа, що приїхали після того, як різанина припинилася (включаючи Каміль Сенон), втекли від СС, за різних обставин.
Останній вцілілий у різанині Роберт Гебрас помер 11 лютого 2023 року у віці 97.

### Орадур після масового вбивства
Після руйнування села, вцілілі сім'ї живуть у дерев'яних бараках, потім з 1953 року, у двадцяти з двох сотень будинків, побудованих за кілька сотень метрів від руїн, «Нове місто», з якого лише вулиця, що веде від головної площі до руїн носить ім'я «Проспект 10 червня»
До початку шістдесятих років мешканці зберігають постійну жалобу, а Орадур — це мертве місто, де не відзначають ні причастя, ні хрещення, ні шлюбу, без жодної святкової діяльності, де єдине асоціативне життя, складається з діяльності організованої Національною асоціацією сімей мучеників Орадура. За словами доктора нового міста, доктора Лапуеля, «У цей час місто було надзвичайно сумним. Безлюдні вулиці. Було мало людей. І перш за все, вражало те, що ми не могли бачити дітей. […] І цей смуток був чимось невимовним. Перш за все, в цей час була дивна атмосфера в Асоціації сімей, які ще були в шоці від різанини і вважали, що необхідно спостерігати покоління жалоби в цій країні». Для декого, як Жанетти Монтазод, близькість руїн важка: «Єдине, що мені не подобається, — це те, що нове місто так близько. Я хотіла би мати можливість відкрити своє вікно і не бачити руїн».
Постійна жалоба виявляється важким тягарем для мешканців, особливо для молоді. Амелі Лебо, якій було п'ятнадцять у 1944 році, може носити кольоровий одяг лише після шлюбу: «Як вам сказати? Для мене, жалоба була чимось, що мене страшенно вразило. Жахливо вразило я б сказала. […] Ходити щонеділі у чорному у старому місті стало майже мукою. Тому що, ми завжди зустрічали там людей, які страждали, ми говорили про мертвих і ніколи не говорили про життя». Альберт Валад підкреслює, що «більше дітей немає. Ма-дю-Пуї, як і всі хутори комуни Орадур-сюр-Глан, став селом без дітей.» «Торговці не повинні мати вивісок. Жінки, одягалися в чорний колір. Ми більше не грали в карти, м'ячі заборонені». З часом і приходом нових жителів соціальне життя поступово поновлюється, навіть, якщо заборони залишаються численними, як зазначає з гумором лікар Лапуель у 1988 році: «Ми зробили акт заколоту цього року. Фармацевт зробив свою штукатурку жовтого кольору, на площі. Ми видали знак повстання. І в найближчі роки ми зробимо ратушу, пошту, громадські будівлі жовтого кольору. Це ще веселіше».
У 1991 році повернення до нормального життя призводить до посадки дерев вздовж Проспекту 10 червня, та розміщенню квіткових ящиків на головному перехресті.

## Розповіді

### Аналіз істориків
Дивізія «Das Reich» отримує наказ про те, щоб придушити макі з найбільшою твердістю, вразити та тероризувати населення, щоб воно перестало толерувати або сприяти збройним діям макі. Повернувшись із Східного фронту вона звична до репресій проти цивільних, підозрюваних у співучасті з партизанами.
Існують дві тези щодо прийняття рішень. Найпростіша передбачає, що генерал Гайнц Ламмердінг наказав знищити, як приклад, село в регіоні. Вибір, узгоджений з міліцією, впав на Орадур, мирне село і зовсім не залучене до збройного опору. Для Жана-Люка Лельо «Село було обране не через те, чим воно було, а за зовнішністю, яке воно могло б мати в очах німецьких та французьких поліцейських служб. На додаток до географічного розташування та його розміру, що робило його руйнування швидким, передбачувана присутність груп іноземних робітників (зокрема іспанських комуністів) та єврейських біженців значною мірою концентрують гнів на село». Історик Паскаль Плас підтверджує, що вибір Орадура є навмисним і не має зв'язку з наявністю макі: «для розправи над населення у визначений час не повинно бути опору. І саме, Орадур далекий від великих областей опору».

За словами Жана-Люка Лельо, різанина Орадура — це непряме перенесення війни, що ведеться на Сході, що означає, що будь-яка ідея про те, що події з 8 по 11 червня 1944 можуть бути випадковими є неприйнятною : 
Це методично застосовуване та ідеально контрольоване насильство
.
Більш складна теза відновлює роль фальшивої інформації, що позначає Орадур як притулок командного посту макі; варіант передбачає плутанину з Орадур-сюр-Вейрес, селом на південному заході, яке, як відомо, розміщує активних учасників Опору. Для Ж. Ж. Фуше мова йде про звичайну чутку народжену 10 червня і взяту полковником Русельї, який командував французькими силами департаменту в жовтні 1944 перед розслідуванням американців: «Ці чутки (як чутка про присутність серед вбивць колишнього ельзаського біженця погано прийнятого в Орадурі) інтегровані в розповіді певних свідків. За своєю неперевіреною природою, вони є зібранням елементів, які іноді неперевірені окремо, але вони не протистоять історичному аналізу». А. Іверно також оцінює як неможливу плутанину між Орадур-сюр-Глан та Орадур-сюр-Вейрес.
Аналізи істориків об'єднують разом розповідь ходу подій: Waffen-SS спокійно збирають слухняне населення під приводом контролю осіб, відділяючи чоловіків, щоб відправити їх у шість приміщень, де їх вбивають, закривають жінок та дітей у церкві, де їх вбивають, і підпалюють село, зокрема, щоб унеможливити ідентифікацію тіл ·  · .
Для Бруно Картузера, «Якщо порівнюють випадки Тюля та Орадура, дуже близькі один до одного, можна в кінцевому рахунку інтерпретувати їх як вправи учня Гіммлера, підсилені амбіціями отримання, наскільки це можливо через висадки союзників, максимального ефекту від терору, якого він досягнув повністю. […] В Орадурі СС […] зробило приклад, посилаючись на безпідставне і не перевірене звинувачення, що йшло від міліції чи СД, згідно з яким Орадур був сильним місцем опору; вони знищили там місцевість, як людей — громадян, біженців, включаючи жінок та дітей — так і місце з якого нічого не залишилося, тільки нежилі руїни. Дві дії були певною механікою садизму, педагогікою терору, в якому визнають спеціаліста в організації великих масштабних операцій, такого ж типу, що і на Сході, а саме Ламмердінга, офіцера штабу Еріха фон дем Бах-Залевського». Не тільки ефект рідкісного терору, але внутрішній звіт дивізії «Das Reich» 17 червня 1944 підкреслює «корисний вплив, зроблений на мораль військ початком репресійних заходів». Аналіз Картеузера повністю узгоджується з гіпотезами, зробленими Франком Делажем з 1944. Для Делажа "було доведено, що населення Орадура було одним із найтихіших у Лімузині. […] Воно аж ніяк не було центром збору чи операційною базою для макі. […] Крім того на території не було вчинено жодного вбивства офіцера чи німецького солдата. І все-таки, за словами Делажа, «через відсутність можливості виявити причину цього вбивства, вважають, що німці мали за мету зробити приклад […], вони думали, що узагальнений терор паралізує Опір». Автор стверджує свою гіпотезу, покладаючись на свідчення єпископа Ліможа, Луї Поля Растуйа, який пише, що «якби була причина для актів Орадура, особливо якщо було б вбивство німецького офіцера чи солдатів: 1 ° Генерал [Глейнігер, начальник штабу 586 в Ліможі] не вибачився б; 2 ° Я був би заарештований і ув'язнений [після його протестного листа, адресованого Глейнігеру 14 червня 1944 р.]».

### Розповідь Вейдінгера: теза, що заперечує голокост
Опублікована розповідь штурмбанфюрера SS Отто Вейдінгера, належить до літератури, що заперечує голокост: частково заснована на іншому творі того ж автора, на «свідченнях», зібраних з других рук і не згадує жодного перевіреного первинного джерела. Більшість цитованих свідків загинули під час публікації його роботи, і коли він згадує німецькі архіви, він уточнює, що вони загублені під час битв.
За словами Отто Вейдінгера, експедиція проти Орадура була імпровізована наприкінці ранку 10 червня після збору інформації. Увечері 9 червня SIPO-SD Ліможа, можливо, використовуючи інформацію, видану службами міліції, вказував на Орадур як притулок командного пункту макі. Наступного дня на світанку лейтенанту Герлаху захопленому напередодні поблизу Орадура, вдалося втекти від своїх викрадачів, він повідомив, що він бачив там багато макі, включно «з жінками в шкіряних жовтих куртках і касках». Вранці майор Дікман, командир 1-го батальйону, прибув на командний пункт полку. Двоє французьких інформаторів, повідомляє він, прийшли сказати йому, що офіцер, ймовірно, Гельмут Кемпфе, командира 4-го полку та близький друг Дікмана, був затриманий в Орадурі-сюр-Глан і, що він «повинен бути, розстріляний та спалений». Адольф Дікман запропонував своєму начальнику створити експедицію для звільнення цього офіцера. Полковник Штадлер згодився, і дав йому наказ знищити командний пункт макі та взяти 40 заручників як обмінну монету, якщо, можливо, керівників, «партизанських груп», якщо офіцер не буде знайдений. В цій перспективі, Штадлер випустив би захопленого макі, щоб зв'язатися з викрадачами Кампфе, щоб запропонувати їм обмін.
Тільки Гастінгс підтримав думку про те, щоб Орадур був обраний для пошуку Кампфе. Ця гіпотеза взята під сумнів Луісом Ріклафом та Анрі Демаєм, згідно з якими підготовка каральної операції була запланована СС, вдень 9 червня 1944 року, і саме Орадур був обраний тоді як захоплення Кампфе відбулося лише о двадцятій того ж дня, поблизу міста Мойсанса, п'ятдесят кілометрів від Орадура, а отже, після вибору цього села для операції наступного дня. Гастінгс також стверджує, що «мало шансів відкрити точну та остаточну правду щодо причин, які надихнули Дікмана до цього жахливого масового вбивства і, що багатьох тих, хто їх знає, вже тут немає. Інші, з'явившись у судових процесах у військових злочинах, мали вагомі причини їх приховати. Ті, хто ще живі, візьмуть свою таємницю в могилу».
Розповідь про масове вбивство суперечить усім свідченнями тих, хто вижив, та показам військових. Вейдінгер каже, серед іншого, що СС наштовхнулися на збройний опір, що було виявлено багато трупів убитих німецьких солдатів, що населення взяло участь у боях. Далі він пише, завжди без найменших доказів, що члени загону охорони здоров'я були знайдені із руками, прикріпленими до керма, і спалені живими в своїх транспортних засобах.
Потім він значною мірою покладається на декларацію під присягою, зроблену офіцером Бундесвера, який відвідав Орадура в 1963 та 1964 роках: його тепло вітали міський голова та літні люди, які жили у селі, які заявили йому, що церква ніколи не підпалювалася німцями, які, навпаки, ризикуючи їхнім життям врятували багато жінок і дітей з пожежі, і, що це вибух складу боєприпасів у церкві спричинив масове вбивство людей. І все-таки, за словами Вейдінгера, полковник Штадлер, дуже незадоволений невиконанням своїх наказів, попросив розслідування військовим правосуддям, дорученого судді SS Детлеву Окренту, який не міг допитати Дікмана, вбитого незабаром, але зібрав на місці показання його офіцерів та унтер-офіцерів.
Для Вейдінгера масові вбивства Тюлю та Орадура — це «інциденти», які він виправдовує, пишучи, що без цього впливу німецькі втрати були б набагато більшими.
Цю тезу історики вважають помилковою, Дікман, мав безпосередньо перед виходом із села, розробити версію фактів, щоб приховати необґрунтованість масового вбивства.
Для Ж. Ж. Фуше декларації Вейдінгера, що «згадують здивування полковника СС та докори, які він адресував командиру батальйона […], є частиною операції з оформлення масового вбивства. Пропаганда, організована службами SS Ліможа, спрямована на те, щоб звинуватити Опір у масовому вбивстві та змусити його нести за нього відповідальність». Для Бруно Картеузера «статті та твори Отто Вейдінгера, командира СС та жорсткого захисника справи СС, не заслуговують на те, щоб їх враховували».

## Судовий процес в Бордо
Судовий процес відкрився 12 січня 1953 року у Військовому суді Бордо, після перших спроб, розпочатих судом Ліможа в 1944 році, у якому учасник масового вбивства був засуджений до смертної кари 12 березня 1946. Цей вирок був скасований Апеляційним судом Ліможа 22 березня 1946 року, засуджена особа була неповнолітньою на момент фактів, що звільняє її від військового правосуддя. Цей обвинувачений є предметом одинадцяти суджень, добавок, касацій та обвинувачень. Після спроби переведення справи до цивільної юрисдикції Тулузи, справа розслідування була закрита 22 жовтня 1949. Рішення Касаційного суду в серпні 1950 відмовилося роз'єднати справи німців від справ ельзасців. Тому через три роки після закриття розслідування розпочинається судовий процес в Бордо, в напруженому політичному кліматі, тоді як лімузинська та ельзаська громадські думки стикаються одна з одною. Цей клімат пояснюється тим, що серед двадцяти одного обвинуваченого, чоловіків у званні та унтер-офіцерів, що з'являються перед правосуддям, фігурують чотирнадцять ельзасьців. Засуджений до смерті Військовим судом Бордо 5 липня 1951 за масове вбивство в Тюлі, SS-групенфюрер Гайнц Ламмердінг, командир 2-ї Панцердивізії SS «Das Reich», живе в Дюсельдорфі, в зоні окупованій британськими військами і французький уряд не отримує його екстрадиції, незважаючи на ордери на арешт проти нього, видані в 1947, 1948 та 1950 роках; командир 1-го батальйону, SS-штурмбанфюрер Адольф Дікман, загинув під час битви у Нормандії, 29 червня 1944 року.
На юридичному рівні, указ про військові злочини, затверджений тимчасовим урядом, виключає провадження на підставі цього пункту обвинувачення проти громадян Франції, оскільки він визначає, що він застосовується «лише до ворогів або не французьких агентів на службі інтересів противників». Лише після візиту до Орадура 10 червня 1947 президента Республіки Вінсента Ауріола він сприяв одноголосному прийняттю Національною Асамблеєю закону 15 вересня 1948. Цей закон вводить в кримінальне французьке право поняття колективної відповідальності груп, що вчинили військові злочини, за умови, що ці групи були визнані злочинними організаціями під час судового розгляду в Нюрнберзі, що стосується СС: «Усі особи, що належать до цього формування, або цієї групи можна вважати співавторами, якщо тільки вони, не надали докази їх примусового включення та їх неучасті у злочині»; у своїй 3-й статті він дозволяє переслідувати громадян Франції, якщо вони «особисто є співавторами чи співучасниками».
Суд складається з шести активних офіцерів під головуванням цивільного судді, Нюсі Сен-Санса. Ельзаські обвинувачені захищаються адвокатами також з Ельзасу, включаючи Шрекенберга, голову колегії адвокатів Страсбурга та колишнього депортованого. Після відхилення вимог адвокатів звинувачених ельзасців, що заперечували законність переслідувань, розпочатих на підставі закону 15 вересня 1948 року, потім, почувши всіх звинувачених, які за винятком одного заперечували участь у масовому вбивстві, Фуше зазначив: «За винятком двох з них, звинувачені є не говіркими, через апатію чи стратегію, він уточнює: „Цей процес є і залишається процесом гітлеризму. Але поки що він все ще є процесом однієї роти. Ми обговорюємо карти на столі, з планами в руках, як у штабі. Все проаналізовано, частина за частиною. Розглядають жести та хвилини. Ми в кінцевому підсумку втрачаємо з поля зору всю драму, її грандіозність та її незвичайний вигляд“. Політика увійшла в процес. Незважаючи на те, що свідки, дають покази перед судом, Національна Асамблея скасувала, 27 січня 1953 року, після гарячої дискусії, 364 голосами проти 238, закон, що встановлює колективну відповідальність. Нюсі Сен-Санс вважає, однак, що судовий процес повинен продовжуватися, виходячи з індивідуальної відповідальності кожного з обвинувачених: „для нас нічого не змінилося. Суд продовжить розслідування цього судового розгляду у своєму слуханні“.
Ці декларації Президента Суду відносяться, зокрема, до недоліків досьє розслідування, зазначених кореспондентом видання Monde на суді. Він підтверджує свою позицію, заявивши, що „вважав своїм обов'язком відновити всю інформацію від A до Я“. Ці недоліки в поєднанні з запереченнями обвинувачених дозволяють Monde стверджувати, що „про справу […] ми знаємо все … крім ролі, яку відіграв кожен із обвинувачених“. Свідки оборони повідомляють про труднощі протистояти Ельзасу або уникнути примусової вербовки; для свідків звинувачення, розповідь Маргеріт Руффанш робить найбільше враження.
Вирок оголошений у ніч на 12 лютого 1953 року: серед німецьких обвинувачених сержант Ленц був засуджений до смертної кари, один обвинувачений, що зміг довести свою відсутність під час масового вбивства виправданий, інші засуджені до різних вироків від десяти до дванадцяти років примусової праці; ельзасці засуджені до п'яти — дванадцяти років примусової праці чи п'яти — восьми років в'язниці; що стосується єдиного ельзаського волонтера в Ваффен-СС, його засуджують до смертної кари за зраду. Суд також виносить сорок два смертні вироки заочно проти німецьких обвинувачених.

### Реакції і амністія
Вирок спричиняє сильні протести в Ельзасі: дзвони скликають громаду та Асоціація мерів Верхнього Рейну вивішує наступний текст у всіх муніципалітетах департаменту: „Ми не згоджуємося. Весь Ельзас оголошує себе в солідарності зі своїми тринадцятьма дітьми, які помилково засуджені в Бордо та з 130 000 насильно зачисленими. […] Він залишиться з ними в горі. Французький Ельзас завзято піднімається проти непорозуміння, якого його сини є нещасними жертвами“. Депутат П'єр Пфлімлен відправляє телеграму міністру оборони Рене Плевену, просячи негайне припинення вироків, винесених проти «Malgré-nous» (громадян Франції, які проживали в Ельзасі та Лотарингії та призваних у вермахт та Ваффен-СС, часто примусово); якщо його прохання відхилено, міністр дає знати, що подання законопроекту про амністію може бути терміново розглянуто. З 17 лютого 1953 президент Ради міністрів Рене Майєр відкрив дискусію в Бурбонському палаці про законопроект, що надає повну та цілу амністію всім насильно рекрутованим, текст, представлений вісьмома депутатами з різних департаментів, що представляють усі політичні партії, за винятком комуністичної партії. Для Майєра „національна єдність, більша за всі болі, нагальніша, ніж репарації, бажані і часто неможливі, наслідки нацистської окупації. Амністія, що стирає вироки рекрутованим насильно є на той час єдиним виходом“. Цього разу саме в Лімузині та газетах Опору з'являється обурення.
Голосування за пропозицію законопроекту є предметом інтенсивних переговорів та жвавих дебатів. Під час зустрічі з тридцятьма ельзаськими депутатами президент Вінсент Ауріол згоджується на президентське помилування, що він вважає кращим за закон про амністію. На аргументи депутатів, несприятливих до амністії, заперечують, що саме національна єдність повинна переважати. Президент Асамблеї, Едуард Ерріот, заявляє: „Батьківщина — мати. Вона не може допустити, щоб діти ганьбили один одного“; Генерал де Голль займає позицію: „Який француз не зрозуміє роздратований біль Ельзасу?“ […] Те, чого слід уникати, — це, щоб після того, як втративши в трагедії Орадура, так багато своїх дітей, вбитих ворогом, Франція дозволила нанести гірку травму національній єдності».
Для Сари Фармер «Національна асамблея вважала бажаним відчужувати бідний та сільський регіон, що не становив загрози національній єдності, а не провокувати постійне хвилювання процвітаючого та населеного регіону». Анатолій М. Хазанов та Стенлі Пейн йдуть ще далі, оскільки вони не соромляться писати, що: «Цей вибір повинен бути швидко забутий переважною більшістю французів, які бачили в ньому лише простий політичний засіб, такий добрий, що масове вбивство в Орадурі повинно продовжувати отруювати відносини між Ельзасом та Францією зсередини для наступного півстоліття» Що стосується Жана-Жак Фуше, він називає розділ своєї роботи, присвяченої судовому процесу «Не чутна історія справедливості». 19 лютого 1953 року закон про амністію був прийнятий 319 голосами за 211 проти, включаючи всіх комуністичних депутатів та три чверті соціалістів, і 83 утрималися. 21-го на світанку тринадцять «Malgré-nous» були звільнені та приєдналися до своїх сімей в Ельзасі того ж дня. П'ятьом німцям зменшили покарання і їх було звільнено через кілька місяців. Два смертні вироки були пом'якшені до довічного ув'язнення у вересні 1954 року.
Закон про амністію приводить до реального повстання в Орадурі та в Лімузині: колишні бійці опору та місцеві обрані чиновники повертають владі Орден Почесного легіону та Військовий хрест, присуджені комуні, а також бронзовий орден, що був наданий в ім'я Республіки генералом де Голлем. Національна асоціація сімей мучеників (ANFM) відмовляється передати попіл мучеників до крипту, побудованого державою, і забороняє будь-якому представнику держави, бути присутнім на пам'ятних церемоніях (за винятком генерала Де Голля в 1962). Нарешті, табличка, прикріплена біля входу до руїн мученицького села, згадує імена всіх депутатів (включаючи Франсуа Міттеррана та Жана Лекануета), які проголосували за амністію; вона знята під час президентських виборів 1965.. Ще одна табличка повторює імена всіх німецьких та ельзаських засуджених. На заклик Комуністичної партії демонстрації об'єднують ветеранів опору, комуністичних активістів та унітарну соціалістичну партію в Парижі та Ліможі, але мобілізація швидко вичерпалася. З іншого боку для багатьох колишніх жителів Орадура, спогади 1953 року такі ж болісні, як і спогади 1944. Для мера нового міста з 1949 року доктора Роберта Лапуеля, «до цього відчуття великого болю та виживання, додається почуття несправедливості, залишення, а іноді і повстання».
У 1958 році, через п'ять років після судового розгляду, всі засуджені були звільнені. «Того ж року у Франції було лише дев'ятнадцять людей засуджених за колабораціонізм». Масове вбивство в Орадурі пережило остаточний юридичний епізод у 1983 році. Засуджений заочно до смерті у судовому процесі Бордо, оберштурмфюрер Хайнц Барт, ховається під вигаданим ім'ям в німецькій Демократичній республіці. Його минуле виявлено, він був заарештований 14 липня 1981 року та засуджений до довічного ув'язнення судом у Східному Берліні 7 червня 1983 року, зокрема за його участь у розправі в Орадурі. П'ятеро тих, хто вижив у розправі, Хебрас, Робі, Машфер, Боброй та Дарту дають свідчення під час процесу, за якими слідкує французька та міжнародна преса. Барт був звільнений, після возз'єднання в липні 1997. Його засудження не завадило йому отримувати, з 1991 року пенсію як жертва війни, скасовану судом Потсдама в 2000 році: для Humanité його пенсія вісім сотень марок представляє «майже 1,25 марок на місяць за кожну жертву Орадура». Його смерть, 6 серпня 2007 року — на перших шпальтах у французькій пресі.
У жовтні 2010 року один історик виявив документ, взятий із розслідування Штазі (секретної служби колишньої НДР), який повідомляє про свідчення двох німецьких солдатів, присутніх в Орадурі. Один із них виявив наказ начальника: «Сьогодні кров повинна текти!». Прокурор Дортмунда, в Німеччині, та комісар поліції в січні 2013 року вирушили до Орадура, в рамках міжнародного кримінального заходу взаємної допомоги, щоб продовжити розслідування.

## Історіографія

### Пам'ять
Першим вшанував пам'ять жертв єпископ Ліможа, Луї Поль Растуй, у своєму соборі 16 червня 1944. Він надіслав лист протесту генералу Глейнігеру, командиру штабу № 586 в Ліможі, 14 червня, який він завершив: «Мені хочеться вірити, пане генерал, що німецька влада зможе провести, навколо цієї болісної справи, розслідування, завершене в сенсі справедливості та честі», лист на який генерал Глейнігер відповідає вираженням його жалів. 18 червня саме пастор реформованої церкви Альберт Шодьї, який під час своєї недільної проповіді вшановує пам'ять жертв, яку він розпочав із цитати з книги Єремії: "Жах є скрізь, - каже Всевишній". 21 червня, як і раніше в Ліможі, і незважаючи на загрози міліції, що пускає слух про те, що собор заміновано, церемонія об'єднує релігійну і цивільну владу, церемонія протягом якої регіональний префект призначений режимом Віші Марк Фреунд Валаде, виголошує промову, яка за словами Ж. Ж. Фуше, «з'являється, принаймні формально, засновником пам'яті про масове вбивство», негайно виражаючи поняття «паломництва невимовного болю» та «священної огорожі» про руїни. 22-го нунцій у Віші Валеріо Валері передає маршалові Петену ноту протесту «просячи його, передати її тим хто має право»; це те, що робить Петен, який викликає німецького посла у Віші, Сесіля фон Ренте Фінка, і звертається до нього в цих термінах: «ви спалюєте села, вбиваєте дітей, забруднюєте церкви, ви покриваєте свою країну соромом. Ви — нація дикунів». Потім він написав «пане начальник держави Велика Німеччина, „групи часто складені з іноземних терористів“ спричинили „репресії, масштабність яких, а іноді і жорстокість, перевищили міру, спричинених кривд“ і засуджує ці репресії, повторення яких „може тільки погіршити ситуацію і може серйозно поставити під загрозу надію, що ми поклали на примирення наших двох народів“. Ренте Фінк відмовляється передавати цей лист, і він буде переданий нунцію та генералу фон Нойбронну, для Гітлера. Це не заважає Ксав'є Валлату оголосити, 27 липня 1944 року, що стосується однієї з жертв різанини, що „це французи морально відповідальні за смерть цієї жінки та багатьох інших!“ і стверджує, що якби „в ім'я помилкового патріотизму французи непокірні маршалу не спричинили серйозні неприємності, німецькі солдати не призвели б до того, щоб змушувати терпіти невинне населення наслідок проступків деяких бандитів“.
Використання терміна „мученик“ повторюється новим префектом Жаном Шентроном, комуністом та учасником руху Опору, призначеним у вересні 1944 генералом Де Голлем. Він поїхав 5 березня 1945 року до села, де він сказав, що Орадур є символом того, що сталося з самою батьківщиною.
„Те, що сталося з Орадуром-сюр-Глан, також навчає нас чомусь іншому. Це те, що для відновлення та збереження пам'яті ми повинні залишатися разом, як зараз. […] Ніколи більше, навіть один раз, не потрібно, щоб схожа річ могла статися в якомусь пункті Франції. І щоб цього не сталося вже […], є розпорядження, які необхідно прийняти, розпорядження, які є не лише формулами, розпорядження, які не полягають у довірі до інших, навіть коли ці інші мають найкращу волю світу. Ви повинні довіряти собі і забезпечити самим свою безпеку.“
- Генерал де Голль, 5 березня 1945.
У січні 1945 французький уряд вирішив провести класифікацію серед історичних пам'яток церкви, збережених у стані, в якому вона була після пожежі та класифікацію руїн села серед історичних місць; він також вирішує відновити село в іншому місці від старого і офіційно визнає Комітет з охорони руїн, якому може бути надана фінансова допомога, якщо вона матиме місце. Щорічна церемонія, що об'єднує парламентарів з департаменту, префекта та підпрефекта, представників консульського персоналу та культів, делегації патріотичних асоціацій була організована 10 червня 1945 року; з 1948 по 1953 рр. дві церемонії співіснують, церемонія організована комуністичним муніципалітетом, яка використовує вшанування для політичних цілей, і мовчазна церемонія, Національної асоціації сімей мучеників Орадур-сюр-Глан. 12 червня 1949 року Комуністична партія організувала паломництво до Орадура проведене з Луї Арагоном та Фредеріком Жоліотом-Кюрі, в кінці якого золота книга, включаючи малюнки Пабло Пікассо та Фернанда Легера, була надана муніципалітету. „Повідомлення вцілілих Орадур-сюр-Глан маршалу Джозефу Сталіну з нагоди його сімдесятирічного ювілею […] показує, що ця назва стала символом“. З 1953 року, тобто після голосування закону про амністію, залишається лише церемонія, організована асоціацією, до якої депутати вже не були запрошені. Склеп, побудований державою для розміщення останків жертв, залишається невикористаним до 1974 року, а ANFM побудував власний осуарій, який ще містить попіл жертв. Виступ президента Франсуа Міттерана під час святкування 10 червня 1994, потім інавгурації, 16 липня 1999 року, Центру пам'яті президентом Жаком Шираком відображають примирення місцевих та національних спогадів.
4 вересня 2013 року президенти Французької Республіки Франсуа Олланд та німецької Федеральної Республіки Йоахім Ґаук здійснили спільний візит до руїн села; цей візит відзначається „моментами тривалої та скромної емоції, втіленими цими руками, які дотикаються, а потім стискаються, руки німецького президента та французького президента, з'єднуються одна з одною в маленькому селі Франції, назавжди ранені варварством SS“.
Еммануель Макрон вперше поїхав до Орадура в квітні 2017 року на посаді президента партії «En Marche» та кандидата на президенти Республіки. Він повернувся до нього, як глава держави 10 червня 2017 року, щоб провести церемонію до 73-ї річниці масового вбивства. Він здійснив цей другий візит, зокрема з Робертом Гебрасом, останнім вцілілим в масовому вбивстві. Під час своєї промови, стриманий і медитативний згідно Le Monde, він сказав: „Подивіться на ці руїни позаду вас. Вже дощ і сонце, через стільки десятиліть, стерли чорні сліди руйнівного вогню. Лімузинська трава відросла в цьому святилищі, слід куль, вистрілених того дня у чоловіків, жінок, дітей, відполірувався на цих стінах та зливається з ерозією каменю. Те саме стосується пам'яті. Вона теж неминуче стирається. Те, що передається, ризикує стати прісним, ми повинні без упину відновлювати полум'я і надати йому значення“.

### Еволюція публікацій
У роки після масового вбивства багато книг з'являються з мобілізуючою метою та звертанням до концепції німецького варварства стосовно Першої світової війни: саме цей тип публікації належить Орадур-сюр-Глан, Пам'ятай, опублікованої в кінці 1944 року або в 1945. Книга, опублікована Національним визвольним рухом (MLN), також належить до цієї категорії: всі її сторінки прикрашені свастикою у своїх чотирьох кутах та вісьмома зображеннями рун СС, що особливо шокує, коли ці символи оточують Фотографії останків жертв; робота стверджує, що генерал Глейнігер „з легким серцем прийняв здійснення такого злочину“ і що його прямий начальник, генерал Фріц Бродовський „є головним автором розправи“, в той час як перший, здається, не мав контакту з членами „Das Reich“, і що ніщо не з'єднує другого, що базується в Клермон-Феррані з масовим вбивстом. Звинувачення проти Глейнігера також підняте П'єром Пойтвеном, членом групи Звільнення, потім членом об'єднаних рухів опору, який критикує бездіяльність французької влади і пише, що можливо, „німецький штаб у Ліможі […] наказав або був пов'язаний з цією похмурою, жахливою та відразливою справою“. У 1952 особлива книга Каміля Мейрама, Сльози та вогні в Орадурі, галерея романтизованих портретів певних жертв, яка наближається до католицького мартирологу, чужа традиціям села. Після судового розгляду 1953 року виходить друга серія творів, „праці широкої громадськості з історичним покликанням, які вказують на дуже мало своїх джерел“: твір Алена Лерчера, який втратив двох членів своєї родини в масовому вбивстві, Привиди Орадура (1994), позбавлена будь-якого критичного апарату, є скоріше есе, в якому він, зокрема, займається вірулентним звинуваченням проти католицького меморіального бачення та культу місць мучеників. Книга Гая Пашу та П'єра Масфрана, Орадур-сюр-Глан, Видовище страху (1970), яка базується майже лише на багатьох свідченнях тих хто вижив, належить до цієї другої категорії, навіть, якщо деякі уривки Пашу та Масфрана змушують думати про літературу найближчого післявоєнного періоду, особливо коли вони пишуть, що „німці відрізняються від інших народів за допомогою безумного смаку до катувань, смерті та крові“.
Як і багато інших аспектів Другої світової війни, масове вбивство Орадура також є предметом ревізіоністських чи негаціоністських праць, як праці Отто Вайдінгера, Герберт Таге, Саді Шнайда, колишнього члена дивізії «Das Reich» або французького пронацистського негативіста Вінсента Рейнуара. Що стосується трьох німецьких авторів, чиї роботи стосуються масових вбивств в Орадурі та Тюлю, ми можемо процитувати коментарі Бруно Картеузера: «Події [Тюлю] згадуються лише у трьох негаціоністських працях. Це два твори Герберта Таге та розповідь Саді Шнайда. Ці три твори мають на меті визнати невинними німецьких учасників, будь то СС чи члени SD, та приписують відповідальність за репресії французькому Опору. Що стосується дуже численних декларацій Отто Вейдінгера, агіографа 2-ї дивізії „Das Reich“ та командира полку „Der Führer“, вони свідчать про те саме розширення можливостей, щоб грати з фактами та істиною · ». Крім того, 7 січня 2005 року Жан-Марі Ле Пен, президент Національного фронту, заявив в інтерв'ю журналу Рівароль, що «було б […] багато чого сказати», натякаючи на можливі помилки німецької армії.
Через п'ятдесят років після фактів архіви відкриваються і з'являються перші наукові твори на цю тему, як твори Сари Фармер, Жан-Жак Фуше та Бруно Картеузера, останній зосереджений на масовому вбивстві Тюлю. Зокрема, можна консультуватися з документами попередньої процедури Бордоського процесу, документами департаменту Верхньої В'єнни, префектури Ліможа та поліцейських служб під окупацією, історичної служби сухопутної армії, яка, зокрема стосується 2-ї Панцердивізії SS «Das Reich», звітом інформатора високого військового командування союзників, надісланого на розслідування в Орадур в жовтні 1944. Ці документи дозволяють Ж. Ж. Фуше розробити своє дослідження масового вбивства. Це дослідження стало предметом сильної критики, яка підхоплюється в збірці Філіппа Шнайдера, в якій твір Фуше, для А. Барона, «несправедлива книга, яка зробить, ми не сумніваємося в цьому, прекрасні дні ревізіонізму». У цій же збірці Фуше також оскаржується Жан-Клодом Пейроннетом, сенатором, президентом Генеральної ради та Центру пам'яті Орадур-сюр-Глана, С. Мілордом президентом національної Асоціації сімей мучеників Орадур-сюр-Глана, Реймондом Фрюгьї, мером Орадура.

## Меморіал Орадура

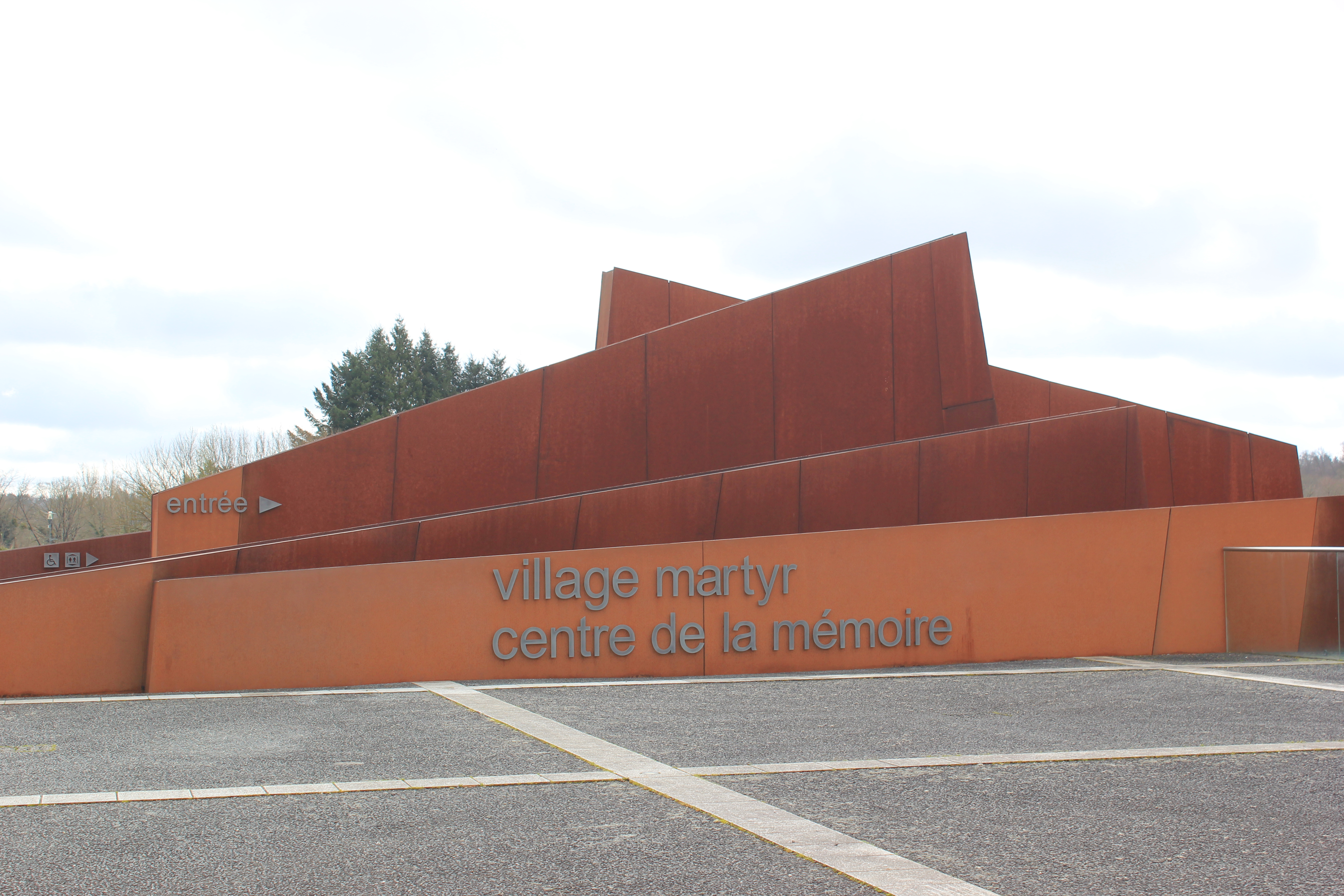
Центр пам'яті Орадур-сюр-Глан.

Проект центру пам'яті представлений Франсуа Міттеррану під імпульсом Генеральної ради Верхньої В'єнни та за згодою Національної Асоціації сімей мучеників Орадур-сюр-Глан та муніципалітету. Будівля інноваційної архітектури побудована для розміщення постійної виставки, а також тимчасових проектів. 16 липня 1999 року Центр пам'яті був відкритий Жаком Шираком та міністр культури того часу Кетрін Траутман. Він керується радою департаменту Верхньої В'єнни. З 2002 році понад 300 000 відвідувачів відвідали музей. Центр активно працює з австрійською службою пам'яті.
21 серпня 2020 року на місці меморіалу були виявлені негаціоністські написи. На фотографії, опублікованій популярним центром, ми бачимо слово «мученик», перекреслене фарбою, синій брезент, що покриває написи. Слово «брехун» було додано 22 серпня 2020 року, а також згадка «Рейнуард має рацію», нанесене графіті на меморіалі мученикам Орадур-сюр-Глан, яке викликає хвилю обурення в медіа ·  · .